# Convenció Nacional

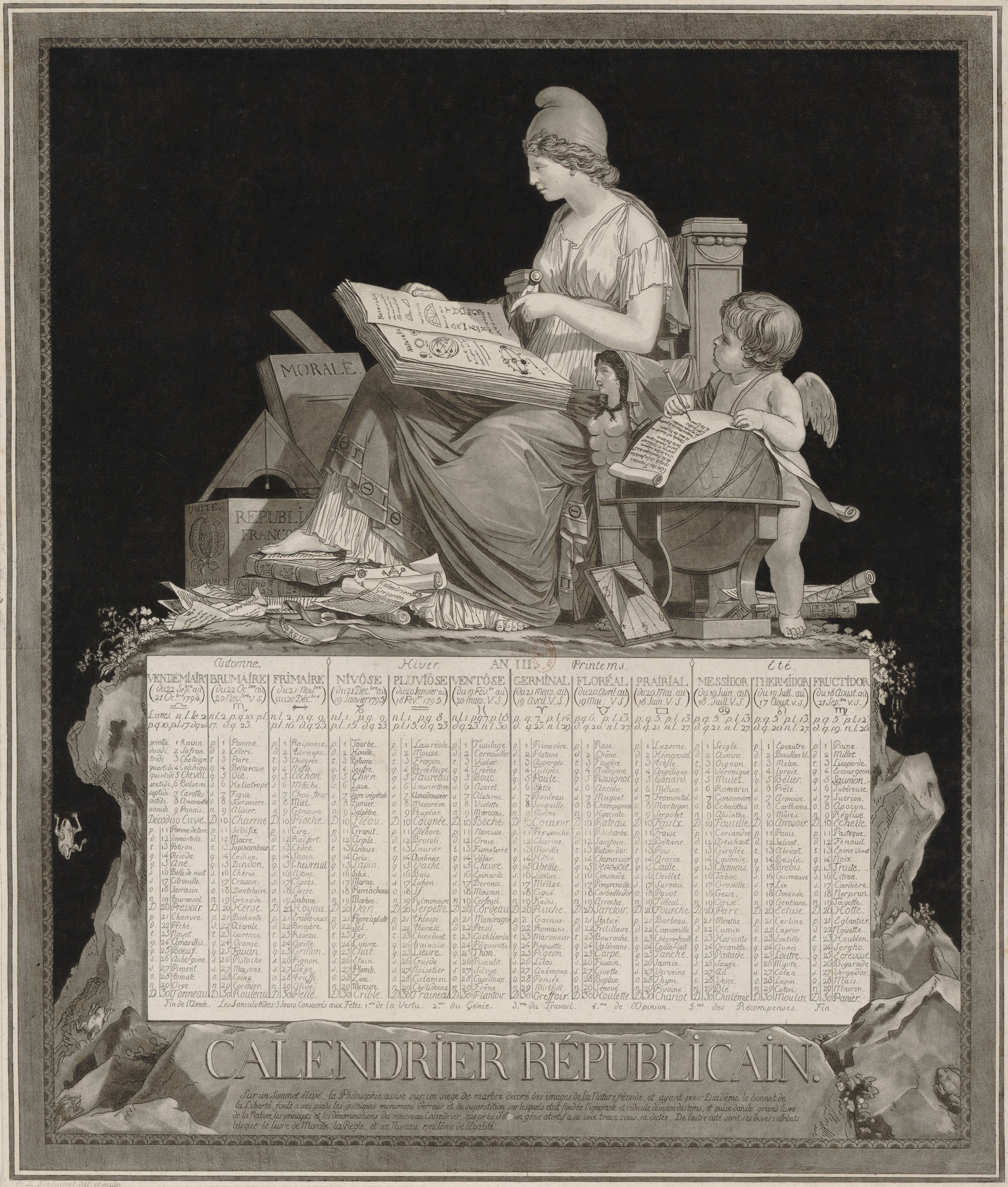
Calendari republicà francès de 1794, dibuixat per Louis-Philibert Debucourt

Durant la Revolució Francesa, la Convenció Nacional o, simplement, la Convenció, fou el govern de França des del 20 de setembre de 1792 fins al 4 de brumari de l'any IV (26 d'octubre de 1795). Després de la seva dissolució, el poder passà al Directori.

## Formació
Durant la insurrecció del 10 d'agost de 1792, quan les classes populars de París assaltaren el Palau de les Teuleries i exigiren l'abolició de la Monarquia, l'Assemblea Legislativa va suspendre Lluís XVI en les seves funcions i decretà la convocatòria d'una convenció nacional que hauria d'elaborar una nova constitució. Al mateix temps, es va decidir que els diputats de la nova convenció s'haurien d'elegir per tots els homes francesos majors de vint-i-cinc anys, amb domicili propi des de com a mínim un any i que visquessin del fruit del seu treball. Posteriorment, l'edat mínima per ser elector es va baixar a vint-i-un anys mantenint-se els vint-i-cinc com a edat mínima per ser elegit. Així doncs, la Convenció fou la primera assemblea francesa elegida per sufragi universal masculí.
Les eleccions van tenir lloc durant el setembre, al mateix temps que els prussians avançaven cap a París. Sobre un total de 7 milions d'electors, només va haver-hi 630.000 vots, la qual cosa indica una abstenció del 90%.
La primera sessió de la Convenció va tenir lloc el 20 de setembre de 1792, l'endemà, la Convenció va decretar l'abolició de la reialesa i la proclamació de la República.

## Estructura i membres
La Convenció celebrà la seva primera sessió en un vestíbul de les Teuleries, després, s'establí a la Salle du Manège, i des del 10 de maig de 1793, a la sala d'espectacles, on hi havia tribunes que els oradors feien servir; sovint, el resultat de les votacions es veia influït pels aplaudiments o les interrupcions als oradors.
Igual com en les eleccions als Estats Generals de França de 1789, l'escrutini a dues voltes va excloure les classes populars de la representació nacional; per això, els membres de la Convenció procedien generalment de la burgesia i hi predominaven els advocats i juristes. La Convenció tenia un total de set-cents quaranta-nou diputats; ara bé, els escons dels diputats executats o proscrits eren donats a suplents; alguns dels diputats bandejats pel Terror recuperaren el seu lloc després de la reacció termidoriana; per altra banda, alguns diputats eren enviats als departaments o a l'exèrcit a desenvolupar-hi missions que duraven bastant de temps. Per això, resulta difícil esbrinar el nombre de diputats presents a la Convenció en un determinat moment. Durant el Terror la mitjana de diputats votants només arribava a dos-cents cinquanta.
Segons el seu reglament mateix, la Convenció elegia el seu president cada quinze dies, el qual només podia ser reelegit al cap de quinze dies més. Normalment, les sessions tenien lloc durant el matí; de vegades, però, en casos excepcionals, la Convenció es declarava en sessió permament i es reunia durant uns quants dies sense interrupció. Tant per a tasques legislatives com executives, la Convenció va crear comitès, d'entre els quals els més coneguts foren el Comitè de Salut Pública (Comité de salut public), el Comitè de Seguretat General (Comité de sûreté générale) i el Comitè d'Educació (Comité de l'instruction).
Malgrat haver estat concebuda com un cos legislatiu, la Convenció va acaparar també els poders executiu i judicial, contradient així la teoria de la separació de poders enunciada, entre d'altres, per Montesquieu, que, en un principi, havia inspirat la Revolució; per tot això, sovint se la defineix com a govern revolucionari. Fou sota el govern de la Convenció que França va patir el Règim del Terror.

## Les faccions polítiques
Dins de la Convenció, hi havia tres faccions polítiques: els girondins, els montagnards i els de la plana.
Els girondins procedien majoritàriament de la burgesia provincial dels grans ports costaners. Els brissotins, rolandins o girondins, que tenien el seu suport entre la rica burgesia mercantil i industrial de províncies, es malfiaven del poble menut parisenc. Se senten molt compromesos amb les llibertats individuals i econòmiques aconseguides el 1789, per la qual cosa no estan pas gens disposats a prendre mesures d'excepció per salvar la jove República. Els seus dirigents eren Brissot, Vergniaud, Pétion i Roland. A l'època, se'ls denominava brissotins o rolandins, el nom "girondins" fou creat a principis del segle xix per Lamartine autor d'Histoire des Girondins.
Els Montagnards, dits així perquè acostumaven a seure als bancs més alts de l'estrada, eren els més radicals de la Convenció, juntament amb els diputats parisencs dirigits per Robespierre. Sempre estan disposats a aliar-se amb els sectors populars, principalment amb els sans-culottes de la Comuna de París, i a prendre mesures excepcionals per protegir la República. Els seus líders eren Robespierre, Danton, Marat, Saint-Just.
Al centre, hi seia una majoria de diputats, dits de la plana, que, segons les ocasions, donaven suport a una de les altres dues faccions.
Molts dels Montagnards estaven vinculats al Club dels Jacobins, on es considerava innecessària la separació de poders en un règim democràtic. Segons ells, la forma de govern més perfecta era un sistema d'assemblea monocameral elegida per sufragi universal que concentrés els tres poders. Des del principi, el club jacobí formà un poder paral·lel al de la Convenció; era al club on, sovint, es desenvolupaven els debats fonamentals i es prenien les grans decisions que, després, a vegades de mala gana, seguia la Convenció. Després de la caiguda de Robespierre, el club fou ràpidament clausurat.
En el moment de la seva elecció, la facció majoritària dins de la Convenció foren els girondins, els quals, però, en foren purgats el 2 de juny de 1793; aleshores, el domini de la Convenció passà a la facció radical dels Montagnards, els quals foren, en gran part, responsables del Terror, que durà fins a la reacció termidoriana. A conseqüència de totes aquestes turbulències, el 1795 molts dels membres originals de la Convenció havien mort executats a la guillotina ja fos arran de la purga dels girondins, del Terror o de la persecució dels termidorians contra els culpables del Terror.

## La Convenció Girondina (21 de setembre de 1792-2 de juny de 1793)
Ja des del principi, dins de la Convenció es podia veure la violenta rivalitat existent entre girondins i montagnards. En el procés contra Lluís XVI, els girondins provaren d'evitar jutjar el rei com a manera de no encendre la contrarevolució i de calmar l'hostilitat de les monarquies europees; ara bé, després de la descoberta de l'"armari de ferro", on hi havia uns documents que demostraven de manera incontestable la traïció de Lluís XVI, al Palau de les Teuleries el 30 de novembre de 1792, engegar el procés esdevingué inevitable. Segons els montagnards, encapçalats per Robespierre i Saint-Just, l'actuació contra el rei no era pas judicial sinó política: Lluís XVI era un enemic estranger dins del cos de la nació i un usurpador. Al final dels debats, el rei fou declarat culpable per una majoria de 693 vots contra 28; ara bé, la condemna a mort s'aprovà només per 366 vots contra 334; el recurs d'apel·lació al poble, proposat pels girondins, fou rebutjat.
Durant la Restauració (1814-1830), foren perseguits aquells antics diputats de la Convenció definits com a regicides perquè havien votat a favor de la pena de mort de Lluís XVI.
Després de l'execució de Lluís XVI (21 de gener de 1793), es formà la Primera Coalició de l'Europa absolutista contra la França revolucionària; per això, el 24 de febrer, es decretà una mobilització general, la qual va provocar revoltes als medis rurals, les quals foren reprimides per la força. Aleshores, la Convenció aprovà una llei que obria la porta al Terror: tot rebel trobat amb les armes a la mà havia de ser executat al cap de vint-i-quatre hores, sense procés. L'esclat de la revolta reialista de la Vendée (març 1793) dugué els montagnards, amb el suport dels Sans-culottes, a denunciar la tebior dels girondins i a exigir l'adopció de mesures excepcionals, que els girondins rebutjaven, com ara la creació d'un Comitè de Salut Pública i d'un Tribunal Revolucionari; a més, les dificultats econòmiques i socials també tensaven l'enfrontament de les dues faccions; finalment, comptant amb el suport dels sans-culottes de la Comuna de París, entre el 31 de maig i el 2 de juny de 1793, els montagnards declararen proscrits els girondins, molts dels quals acabaren a la guillotina.

## La Convenció Montagnarde (2 de juny de 1793- 27 de juliol de 1794)
El juliol de 1793, la Convenció aprovà una constitució força democràtica i descentralitzada, rafiticada per referèndum. La Constitució de 1793 pretenia establir una veritable sobirania popular gràcies a les eleccions freqüents dutes a terme per sufragi universal, el mandat imperatiu i la possibilitat dels ciutadans d'intervenir en el procés legislatiu. Tots els poders (legislatiu, executiu i judicial) es concentraven en una assemblea elegida per un any; un consell executiu de vint-i-quatre membres, nomenats per l'Assemblea i que havien d'actuar sota la seva estreta vigilància, s'havia d'encarregar de fer aplicar les decisions de l'Assemblea. Ara bé, aquesta constitució mai no fou aplicada, ja que el 10 d'agost de 1793 la Convenció decretà que l'entrada en vigor d'aquesta constitució quedava en suspens fins que arribés la pau, és a dir, fins que es posés fi a les insurreccions federalistes, a la revolta de la Vendée i a la guerra contra les monarquies europees, tot això agreujat pel deteriorament de les condicions econòmiques del país. Així, es va decidir instaurar una dictadura revolucionària exercida a la pràctica pel Comitè de Salut Pública i el Comitè de Seguretat General. Segons el decret del 10 de desembre de 1793, el govern havia de ser revolucionari fins a la pau.
Creat a l'abril de 1793 i dominat, en principi per Danton, fins que, el 10 de juliol, el va abandonar, el Comitè de Salut Pública estava format per dotze membres elegits cada mes per la Convenció. El Comitè disposava d'iniciativa legislativa, de poder executiu i de la capacitat de nomenar els funcionaris; fou, doncs, l'organisme que centralitzà el poder. La seva figura dominant fou Maximilien de Robespierre. Cadscun dels seus membres s'especialitzava en una àrea concreta com ara, per exemple, Carnot que s'ocupava dels exèrcits.
Per tal d'evitar un nou esclat de fúria popular com el que havia dut a les massacres del 2 de setembre de 1792, la Convenció instaurà el Terror legal; així, el setembre de 1793, va aprovar la llei dels sospitosos segons la qual els nobles, els emigrats, els clergues refractaris, els federalistes així com els especuladors i les seves famílies havien de ser empresonats fins que arribés la pau. A més, les societats populars, controlades pels sans-culottes, exercien les funcions de vigilància i de policia. Per altra banda, amb el propòsit de calmar el malcontent popular provocat per l'alça de preus dels aliments i la devaluació de l'assignat, el 27 de juliol, la Convenció va decretar la pena de mort contra els acaparadors d'aliments; pel setembre, es va decretar un preu màxim dels articles de primera necessitat establert en el preu de 1790 més un 30%, així com va establir-se el curs forçós de l'assignat. Ara bé, totes aquestes mesures no van solucionar pas el problema del proveïment de les ciutats, on el poder adquisitiu dels assalariats, pagats en assignats, s'erosionava contínuament.
Per decret del 21 de ventós de l'any II (11 de març de 1794), la Convenció nomenà una comissió encarregada de crear l'École Centrale des Travaux Publics, futura École polytechnique. Gaspard Monge, Lazare Carnot (dit el gran organitzador de la victòria) i Prieur de la Côte d'Or en foren els principals membres.
La mobilització general i l'ús de totes les energies en favor d'una economia de guerra, així com la substitució dels generals incompetents o traïdors per joves oficials indubtablement republicans com ara, entre d'altres, Hoche, Jourdan, Marceau, Pichegru o Napoleó) portà victòries decisives en el camp de batalla; ara bé, les dissencions entre els montagnards no trigaren pas a aparèixer.
Després d'haver intentat una política d'equilibri de les faccions, Robespierre decidí l'eliminació dels ultrarevolucionaris Hébertistes, i després dels Indulgents, encapçalats per Danton. Finalment, després que la victòria a la batalla de Fleurus posés fi a l'amenaça d'una invasió estrangera, molts diputats de la Convenció començaren a deixar de creure necessari continuar amb el Terror, el conflicte entre el Comitè de Salut Pública i el Comitè de Seguretat General van dur a la caiguda de Robespierre i els seus seguidors el 9 de termidor de l'any II (27 de juliol de 1794).

## La Convenció Termidoriana (27 de juliol de 1794-26 d'octubre de 1795)
Després de la caiguda de Robespierre, dins de la Convenció s'esdevé la lluita dels Montagnards, encapçalats per Barère, Billaud-Varenne o Collot d'Herbois, partidaris de mantenir el govern revolucionari, el dirigisme econòmic, amb la taxació dels preus, i el Terror, contra la majoria moderada de l'assemblea, on s'agrupaven els montagnards dantonistes, liderats per Tallien o Fréron i els diputats de la plana, dirigits per Sieyès, Cambacérès, Daunou o Boissy d'Anglas, partidaris del retorn al liberalisme econòmic i al govern constitucional. El 8 de març de 1795, 
Marie-Joseph Chénier obtingué el retorn a la Convenció dels vint-i-dos dirigents girondins proscrits després de les purgues del 31 de maig/2 de juny de 1793, amb la qual cosa es reforçà el camp moderat.
El govern revolucionari fou desmantellat progressivament després d'haver establert la renovació mensual d'una quarta part dels membres del Comitè de Salut Pública i la minva de les seves atribucions, fins a la seva desaparició el 1795, l'abolició de la taxació dels preus el 24 de desembre de 1794 i el restabliment definitiu de la Borsa de París el 10 d'octubre de 1795, cosa que afavorí l'especulació.
L'hivern de 1794/95 fou particularment dur, el preu del pa va pujar i el poble de París va patir una greu fam, que la política liberal de la Convenció no permetia combatre, per la qual cosa, es va produir un gran descontentament entre les seccions revolucionàries de París. Per altra banda, l'assignat, que el govern revolucionari havia estabilitzat el 1793, va caure en picat a causa de la gran inflació. Per altra banda, després del 9 de termidor, una gran part dels sospitosos empresonats pel Terror (monàrquics, federals, acaparadors) foren alliberats mentre que molts revolucionaris foren detinguts i també es destituïren els funcionaris acusats d'haver col·laborat amb el "tirà Robespierre"; a més, havent-se conegut els excessos perpetrats per alguns diputats de la Convenció enviats en missió, alguns d'ells (Carrier a Nantes o Joseph Lebon à Cambrai) foren jutjats i executats. A més, la premsa moderada i la monàrquica crea opinió contra els terroristes; comencen els atacs contra antics jacobins i el seu club fou clausurat el novembre de 1794. Davant d'aquesta situació, els jacobins inciten les seccions populars a la revolta; tanmateix, després de les insurreccions de l'any III (1795) del 12 de germinal (1 d'abril) i de l'1 de pradial (20 de maig), les autoritats ordenaren el desarmament dels terroristes. Aquestes foren les darreres revoltes populars fins a la Revolució de Juliol de 1830.
Durant l'any 1795 també sorgiren moviments de venjança contra els jacobins formats per monàrquics, familiars de víctimes del Terror i catòlics, la qual cosa va donar origen al Terror Blanc. Així aparegueren les Compagnies de Jéhu a Lió i les du Soleil, que perseguien i assassinaven jacobins, republicans, capellans constitucionals i protestants a Lons-le-Saunier, Bourg, Lió, Saint-Etienne, Aix, Marsella, Toló, Tarascó, etc., generalment amb la complicitat de les autoritats municipals i departamentals, o dels representants de la Convenció en missió que es recolzaven en els monàrquics en la seva lluita contra els jacobins. Ara bé, el desembarcament d'emigrats a Quiberon del juny-juliol de 1795, i la revolta reialista del 13 de venidimiari de l'any IV (5 d'octubre de 1795) feren prendre consciència a la Convenció de l'amenaça que representaven els monàrquics i, per això, es tornà a la unió de tots els republicans contra el seu enemic comú.
Per tal de tornar a l'ordre, els termidorians van promulgar el 22 d'agost de 1795 la Constitució de l'Any III, on es definia el nou règim del Directori, la qual, després de ser aprovada en referèndum, va entrar en vigor el 27 de setembre de 1795. Com que la resistència al nou règim del directori va resultar impossible, la Convenció va optar per dissoldre's el 26 d'octubre de 1795.

## Els Diputats de la Catalunya del Nord

### Els diputats i els suplents
Pel departament de Pirineus Orientals, és a dir, la Catalunya del Nord, s'elegiren cinc diputats a la Convenció nacional més dos suplents.
Els diputats foren:
- Josep Antoni Guiter, batlle de Perpinyà, proscrit després del 31 de maig de 1793; fou cridat de nou a la Convenció el 18 de frimari de l'any III (8 de desembre de 1794)
- Josep Fabre, metge, jutge de pau de Vinçà
- Joan Bonaventura Birotteau, secretari del districte de Perpinyà. Guillotinat a Bordeus el 3 de brumari de l'any II (24 d'octubre de 1793). Fou substituït per Delcasso.
- Francesc Esteve Sebastià Montegut, dit també Montegut el vell
- Jaume Josep Cassanyes, administrador del districte de Perpinyà

Els suplents van ser:
- Llorenç Delcasso, nascut a La Cabanassa, rector de Montlluís, substituí Birotteau a partir del 13 d'agost de 1793.
- Josep Chambon, rector d'una parròquia de Perpinyà. No va participar en la Convenció.

### El procés contra Lluís XVI
Dimarts 15 de gener de 1793 va tenir lloc a la Convenció Nacional la votació nominal sobre aquestes dues qüestions, així formulades:
- 1a "És Louis Capet culpable de conspiració contra la llibertat pública i d'atemptats contra la seguretat general de l'Estat, sí o no?"
- 2a "Cal sotmetre el judici de la Convenció nacional contra Louis Capet a la ratificació del poble, sí o no?"

Cada departament fou cridat successivament, començant per la lletra G, i els seus diputats pronunciaven el seu vot a la tribuna.
Des de dimecres 16 de gener de 1793 a les sis de la tarda fins dijous 17 de gener a les set del vespre, sense cap interrupció, començant pel departament de l'Haute-Garonne, va tenir lloc la votació nominal sobre la tercera qüestió:
- 3a "Quina pena cal imposar a Louis Capet?"

Durant la sessió de dissabte 19 de gener de 1793, la Convenció decretà que discutiria immediatament la qüestió de la suspensió de la sentència contra Louis Capet, i decretà que la qüestió seria així formulada:
- 4a "Cal suspendre l'execució de la sentència de Louis Capet, sí o no?"

La votació nominal tingué lloc per ordre alfabètic de departament començant pel de Gers.
Els vots dels diputats catalans foren:
1. Josep Guiter: 1a sí, 2a sí, 3a empresonament mentre duri la guerra, exili quan arribi la pau, 4a sí.
2. Josep Fabre: no va votar en cap de les sessions perquè estava malalt.
3. Joan Bonaventura Birotteau: 1a sí, 2a sí, 3a la mort (quedant suspesa fins a la pau i l'expulsió dels Borbó), 4a sí.
4. Montegut el vell: 1a sí (motivada), 2a no, 3a la mort, 4a no.
5. Jaume Josep Cassanyes: 1a sí, 2a no (motivada), 3a la mort, 4a no.